# Lipany (Praga)
Lipany – część Pragi. W 2006 zamieszkiwało ją 122 mieszkańców.